# Ángeles Mora
Ángeles Mora Fragoso (* 31. Dezember 1952 in Rute) ist eine spanische Schriftstellerin. Seit 2003 ist sie Mitglied der Academia de Buenas Letras de Granada. 2016 wurde sie mit Nationalen Preis der Literaturkritik für Lyrik in kastilischer Sprache und mit dem spanischen Nationalpreis für Dichtung ausgezeichnet.

## Leben und Werk
Ihr Philosophiestudium an der Universität Granada schloss sie mit einer Masterarbeit zum Thema Metodología de la Enseñanza del Español como Lengua Extranjera ab. Anschließend unterrichtete sie spanische Sprache und Literatur am Zentrum für moderne Sprachen. Für die Zeitung Granada Hoy schreibt sie Kritiken und Aufsätze zur zeitgenössischen Literatur. Sie ist Präsidentin der Vereinigung Verso libre für Frauen und Literatur. Sie heiratete den Schriftsteller und Professor für spanische Literatur Juan Carlos Rodríguez Gómez und ist Mutter von drei Kindern.
Ihre erste Buchveröffentlichung war 1982 Pensando que el camino iba derecho. Der Titel ist ein Zitat aus einem Gedicht von Garcilaso de la Vega; es bedeutet auf Deutsch Im Glauben, dass der Weg geradeaus führt. Tatsächlich sind die Gedichte aus der 2000 erschienenen Sammlung Caligrafía de ayer aber früher entstanden. 1990 erschien La Guerra de los treinta años. Dieses Buch wurde mit dem Preis Rafael Alberti ausgezeichnet. Für ihr Buch Contradicciones, pájaros von 2001 wurde sie mit dem Preis der Stadt Melilla ausgezeichnet. 1995 erschien die Kompilation Antología poética (1982 bis 1995). 2000 erschien mit ¿Las mujeres son mágicas? eine weitere Anthologie von ihr. 2016 erschien Ficciones para una autobiografía. Für dieses Buch erhielt sie den Preis der Literaturkritik und den nationalen Preis für Dichtung.
2017 war Ángeles Mora im Rahmen eines musikalisch-poetischen Abends der UNESCO City of Literature Granada zu Gast bei den Heidelberger Literaturtagen und füllte eine einstündige Lesung mit ihren Gedichten (Nachdichtungen ins Deutsche von Maria Meinel).
2018 wurden mit Poetik. Drei Gedichte die ersten Gedichte in Deutscher Übersetzung veröffentlicht; in die horen, Zeitschrift für Literatur, Kunst und Kritik, Band 270 (Nachdichtungen von Maria Meinel).
2019 erschien Spiegel der Spione, ein zweisprachiges Gedichtbändchen in Spanisch und Deutsch.
In ihrer Poesie beschäftigt sich Ángeles Mora mit dem Alltagsleben. Darin eingebettet kommen die Liebe, die Körperlichkeit und das Begehren zum Ausdruck.

«A mí me gusta escribir poemas que traten de la cotidianidad. Me gusta la ironía, la ternura. Prefiero la poesía que habla de todos los días. Para mí, lo trascendental es lo que nos pasa todos los días.»

„Ich schreibe gerne Gedichte über das Alltagsleben. Ich mag Ironie und Zärtlichkeit. Ich bevorzuge Dichtung, die vom alltäglichen Leben spricht. Für mich ist das Transzendentale das, was uns jeden Tag geschieht.“

Ihr besonderes Engagement für die Rezeption von Werken von Frauen brachte sie in Kritiken und in Vorträgen zum Ausdruck. Sie organisierte die Tagung der Dichterinnen 2002 in Granada und wirkte am Tagungsband Palabras cruzadas als Co-Herausgeberin mit.

## Rezeption
Ángeles Moras Werk wird in den maßgeblichen Anthologien zur spanischen Dichtung Ende des 20. und Anfang des 21. Jahrhunderts behandelt.
Antonio Chicharro schrieb in einer Kritik zu Contradicciones, pájaros:

«La esencia de esta poesía proviene del aquí y del ahora cotidianos, sucesivos, sin apenas alzar la voz, aunque diciendo poéticamente con emocionada gravedad.»

„Die Wesen dieser Dichtung entspringt dem alltäglichen Hier und Jetzt, jedoch poetisch mit großer emotionaler Tiefe davon erzählend.“

## Publikationen

### Bücher
- Pensando que el camino iba derecho, 1982.[5]
- La canción del olvido, 1985.[20]
- La guerra de los treinta años, 1990.[7]
- La dama errante, 1990.[21]
- Cámara subjetiva, 1996.[22]
- Caligrafía de ayer, 2000.[6]
- Contradicciones, pájaros, 2005.[9]
- La guerra de los treinta años, 2005.[7]
- Bajo la alfombra, 2008.[23]
- Ficciones para una autobiografía, 2016.[12]
- La sal sobre la nieve. 2017[24]
- Spiegel der Spione, 2019.[17]

### Anthologien
- Antología poética (1982–1995), 1995.[10]
- ¿Las mujeres son mágicas?, 2000.[11]

### Veröffentlichungen in Zeitschriften (Auswahl)
- Elegía y postales, 1994.[25]
- Cantos de sirenas, 1997.[26]
- Juegos entre la lluvia, 2005.[27]
- Juego de cartas, 2012.[28]
- Saber de ti, 2013.[29]
- Poetik. Drei Gedichte, in die horen. Zeitschrift für Literatur, Kunst und Kritik, Band 270:  „Wir leben in den Erinnerungen von morgen. Entwürfe, Vergewisserungen, Zeitdiagnosen“,  Zusammengestellt von Jürgen Krätzer, 2018[15][16]

## Auszeichnungen
- Premio Unicaja de Poesía 1989 für La Guerra de los treinta años.
- Premio Internacional de Poesía Ciudad de Melilla 2000 für Contradicciones, pájaros.
- Premio de la Crítica de poesía castellana 2015 für Ficciones para una autobiografía.[30]
- Premio nacional de poesía 2016 für Ficciones para una autobiografía.[31][32]